# دریای سیاه

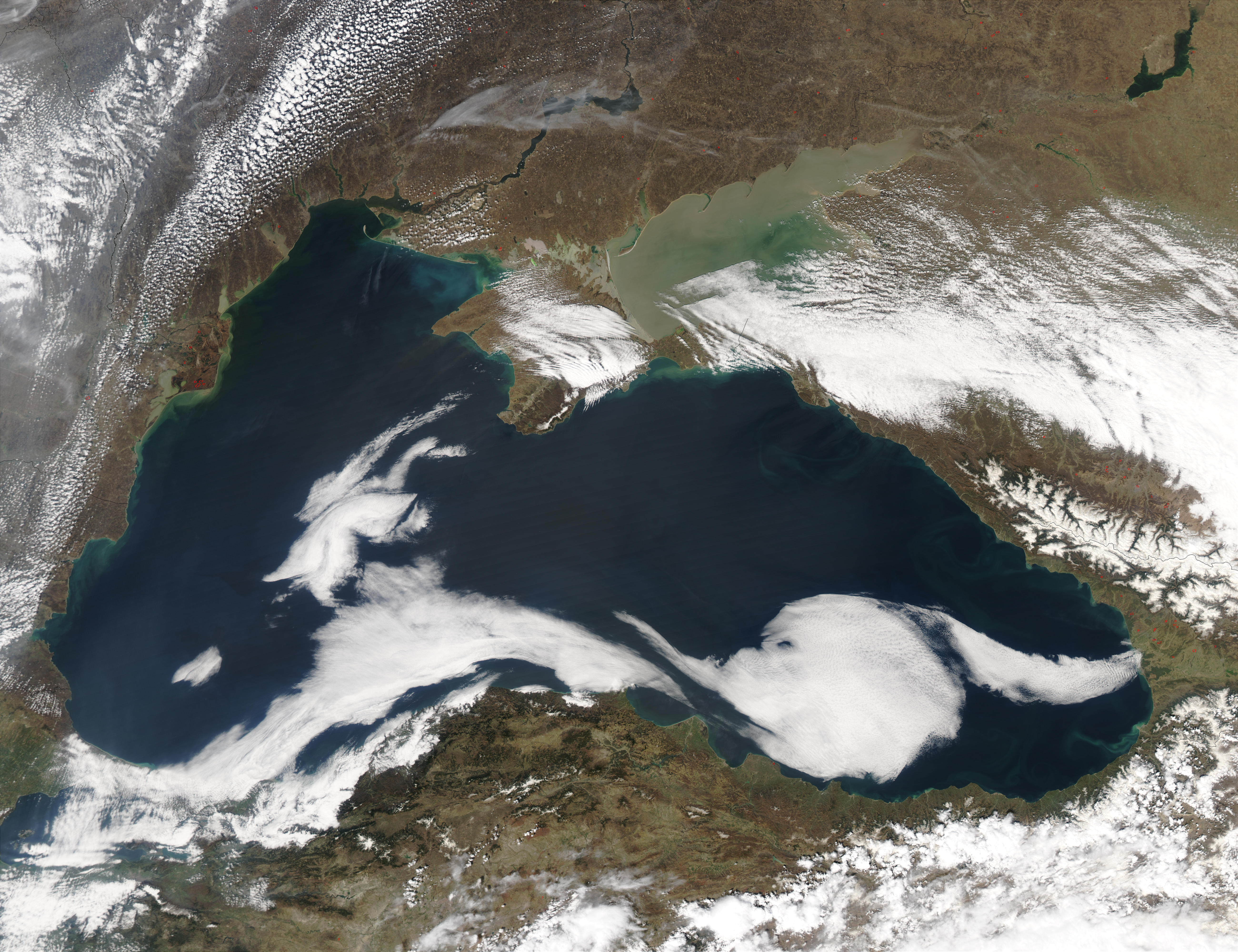
دریای سیاه

دَریای سیاه دریایی است واقع در جنوب شرقی اروپا منشعب از دریای مدیترانه. دریای سیاه بین آسیا و اروپا واقع شده و حد غربی قفقاز را تشکیل می‌دهد.
دریای سیاه در شمال توسط تنگه کرچ به دریای آزوف و در جنوب غربی به وسیله تنگه بُسفُر به دریای مرمره و مدیترانه متصل می‌شود. این دریا، شش کشور هم‌کرانه با آن، یعنی کشورهای روسیه، رومانی، بلغارستان، اوکراین، گرجستان و ترکیه را، از طریق دریای مدیترانه به اقیانوس اطلس پیوند می‌دهد.
مناطق کرانه‌ای دریای سیاه در غرب و شمال هموار است اما در سمت شرق و جنوب و در حوالی شبه‌جزیره کریمه کوهستانی است. بسیاری از پژوهشگران بر این باورند که سرزمین اصلی مردم هندواروپایی (و بنابراین آریایی‌ها) دشت‌های شمال دریای سیاه بوده‌است.
پنج رود بزرگ به نام‌های دانوب، دنیپر، دنیستر، دن (رود) و کوبان به دریای سیاه می‌ریزند. نام چهار رود اول، همگی از ریشه زبان‌های ایرانی است و از واژه سکایی دانو (dānu) گرفته شده که به معنی رودخانه در زبان سکاها است. افزون بر پنج رود بزرگ یاد شده، چهار رود نیز از ترکیه به این دریا می‌ریزند که به ترتیب از غرب به شرق عبارت‌اند از سقاریه، قزل‌ایرماق، یشیل‌ایرماق، و کوروه. ریزشگاه کوروه به دریا در باتومی گرجستان است.

## نام‌ها

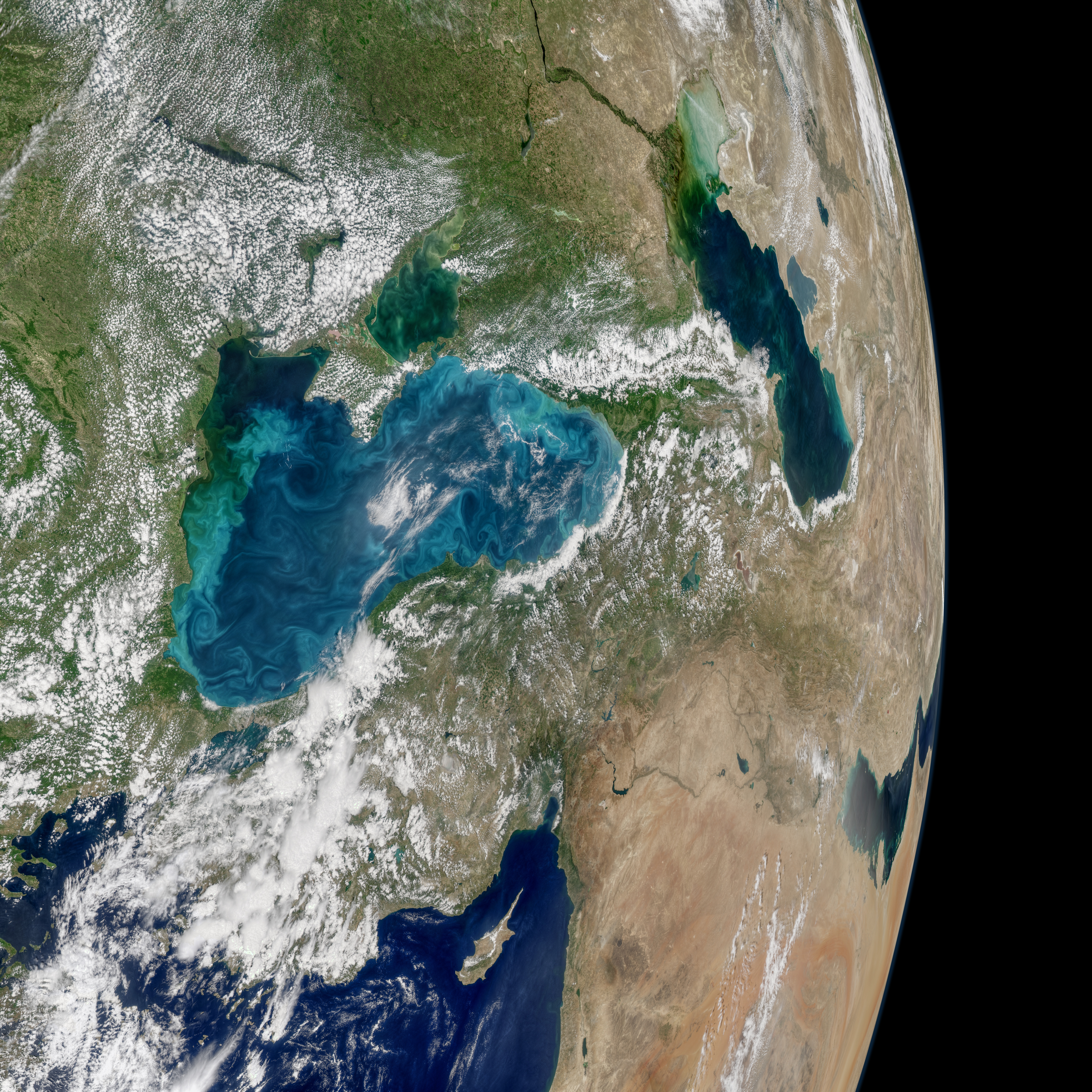
نگاره‌ای ثبت شده توسط ناسا از دریای سیاه که در تابستان‌ها به رنگ فیروزه‌ای در می‌آید. این تغییر رنگ نشان از فعالیت فیتوپلانکتون‌ها دارد که جهت و جریان آب را دنبال می‌کنند.

### نام‌های امروزی
امروزه بیشتر نام‌های نوین این دریا، ترجمه‌ای از گزاره فرانسوی Mer noire است. در زبان‌های پیرامون این دریا همین نام به‌کار برده می‌شود:
- آبخازی: Амшын Еиқәа آی‌پی‌ای: [ɑmʃɨn ɛjkʷʰɑ]
- آدیغی: Xə Ṣ̂uc̣e (Хы шӏуцӏэ، آی‌پی‌ای: [xə ʃʼəw.t͡sʼa]), Axən (Ахын)
- بلغاری: Cherno more (Черно море، IPA:&nbsp;[ˈtʃɛrno moˈrɛ])
- تاتاری کریمه‌ای: Qara deñiz (Къара денъиз، آی‌پی‌ای: [qɑrɑ deŋiz])
- گرجی: Shavi zghva (შავი ზღვა)
- لازی: (უჩა ზუღა،), یا Zugha (ზუღა، «دریا»)
- رومانیایی: Marea Neagră (تلفظ [ˈmare̯a ˈne̯aɡrə])
- روسی: Chyornoye more (Чёрное мо́рe, IPA: [ˈtɕɵrnəjə ˈmorʲɪ])
- ترکی استانبولی: Karadeniz (IPA: [kaˈɾadeniz])
- اوکراینی: Chorne more (Чорне море، IPA: [ˈtʃɔrnɛ ˈmɔrɛ])دریای سیاه در نقشه ایران در زمان خلفای عباسی در این نقشه نام دریا بحر بُـنطُـس (بالا سمت چپ) ذکر شده‌است. برگرفته از کتاب جغرافیای تاریخی سرزمین‌های خلافت شرقی

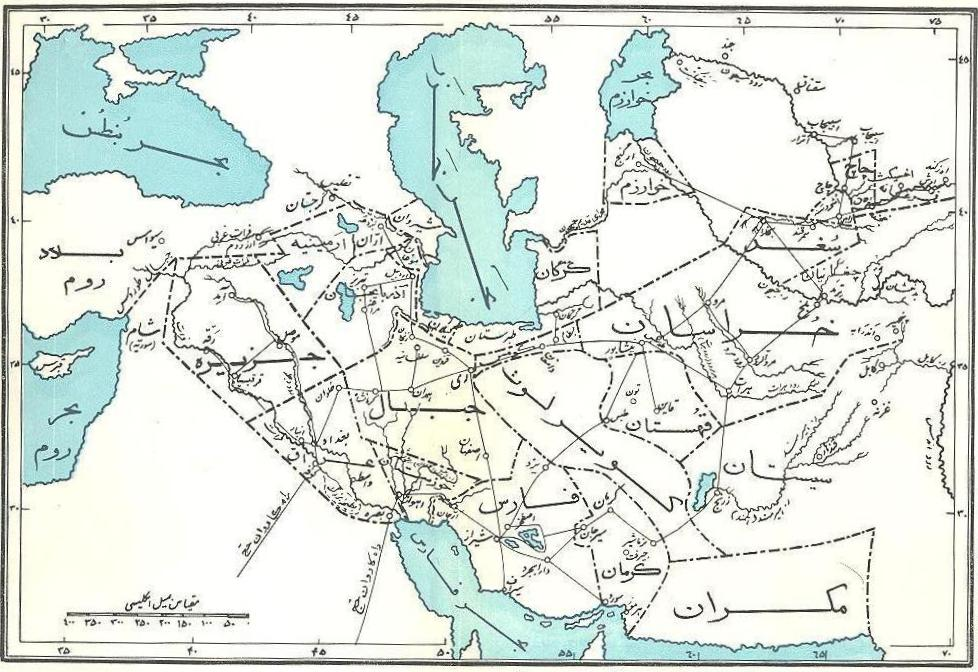
دریای سیاه در نقشه ایران در زمان خلفای عباسی در این نقشه نام دریا بحر بُـنطُـس (بالا سمت چپ) ذکر شده‌است. برگرفته از کتاب جغرافیای تاریخی سرزمین‌های خلافت شرقی

- دلیل این نامگذاری؛ رنگ این دریاست که آن را از دریای سرخ، دریای سفید و دریای زرد متمایز می‌سازد. در زبان و ادبیات جغرافیا دریای سیاه یکی از چهار دریای رنگی جهان است.

در برخی از نام‌ها به‌طور قطع پیش از سدهٔ سیزدهم میلادی پدید نیامده‌اند ولی برخی دیگر کهن‌تر هستند.
در یونانی نام تاریخی افکسینوس پونتوس (به یونانی: Eύξεινος Πόντος، Éfxeinos Póntos) بر این دریا نهاده می‌شده‌است. همچنین در ادبیات یونانی از نام ماروی ثالاسا (به یونانی: Μαύρη Θάλασσα، Mavri Thalassa) یاد شده‌است.

### نام‌های تاریخی
در متون قدیمی فارسی به این دریا، دریای کرز (گرز = گرج)، دریای کُرزیان (گرزیان = گرجیان)، دریای روس، دریای بنطس/بنطش، و دریای طرابزن می‌گفتند. صاحب حدود العالم زیر عنوان دریای کرزیان می‌نویسد: او را دریای بنطس خوانند حد مشرق او حدود الان است و حد شمال جایها بجناک و خزران و مروات و بلغار اندرونی و قلاب است و از حد مغرب او ناحیت برجان است و از وی حد جنوب ناحیت روم است و درازای این دریا ۱۳۰۰ میل اندر پهنای ۳۵۰ میل است.
نام اصلی این دریا در نزد یونانیان، پونتوس آکسینوس (به یونانی: Πόντος Ἄξεινος، Póntos Áxeinos) بوده‌است که برپایه پژوهش‌های زبانشناختی از ریشه‌ای ایرانی بوده‌است. ستاک -axšaina* از ایرانی باستان به معنای «تیره رنگ» است. برای نمونه در اوستایی اَخْشَئِیْنَ (به اوستایی: axšaēna) به معنای «تیره رنگ»؛ در پارسی باستان اَخْشَئیْنَ (به پارسی باستان:axšaina) به معنای «فیروزه رنگ»؛ اَخْشین یا خَشین در پارسی میانه(به پارسی میانه: axšēn/xašēn) به معنای «آبی (تیره)» و خَشین (xašīn) در فارسی نو به معنای «آبی»، شین در کردی (به کردی: شین، şîn) به معنای آبی و اَخشین در آسی

(به آسی: œxsīn)
به معنای خاکستری تیره است. یونانیان باستان این نام را با تغییراتی واجی به‌واسطه تیره‌ها و نژادهای پیرامون همین دریا وام گرفته و به دیسه á-xe(i)nos درآوردند.
ولی دیری نپایید که یونانیان بر پایهٔ ریشه‌شناسی سنتی و عامیانه‌شان این دریای را به معنای «دریای نامهربان» (به یونانی: Πόντος Ἄξεινος، Póntos Áxeinos) خواندند زیرا در نزد اقوام ایرانی نیز سیاهی و تیرگی چنین برداشتی داشته‌اند. برای نمونه پیندار در ۴۷۵ پ.م. از این نامگذاری و معنا سخن می‌گوید.
در بندهش ایرانی، از نوشته‌های پارسی میانه؛ از نام سیاه‌بُن برای این دریا به کار گرفته شده‌است.

## جغرافیا
دریای سیاه میلون‌ها سال پیش بخشی از دریای پاراتتیس بود. تشکیل دریای سیاه در اواخر دورهٔ پلیوسن آغاز و در ائوسن و پس از آن به‌پایان رسیده‌است. این دریا در اواخر پلیوسن پایینی در ارتباط با بالا آمدن کوه‌های قفقاز، از دریای خزر جدا شده‌است. ناهمواری‌های آن از گودی‌ها (به عمق بیش از ۲٬۰۰۰ متر) و در شمال غرب از آب‌های کم‌عمق فلات قاره‌ای (تا عمق ۱۲۰ متری) تشکیل شده‌است. اقلیم دریای سیاه قاره‌ای و تحت تأثیر اقیانوس اطلس قرار دارد. در زمستان در شمال شرق و شمال، در ارتباط با طوفان‌ها، گرداب‌های متعددی تشکیل می‌شود.
مساحت دریای سیاه ۴۳۲٬۰۰۰ کیلومتر مربع، درازای آن ۱٬۱۴۸ کیلومتر و عرض آن ۶۱۵ کیلومتر است. مساحت حوزهٔ آبریز آن به ۲٬۰۰۰٬۰۰۰ کیلومتر مربع برآورد می‌شود. حجم آب این دریا حدود ۵۴۷٬۰۰۰ کیلومتر مکعب است. سواحل آن عمدتاً کوهستانی است. خلیج‌های مهم آن در سواحل شمال غربی و غرب عبارتند از: کارکی نیت، کالامیت، دنپر - بوگ، دنستر و در سواحل جنوبی «سینوپ» و «صامسون». شبه جزیره کریمه در شمال دریای سیاه واقع شده‌است. از جزایر بزرگ آن «بِرِزان» و جزیرهٔ مار (ازمیینی) را می‌توان نام برد.
کشورهای ساحلی دریای سیاه عبارتند از گرجستان در شرق، روسیه و اوکراین در شمال، رومانی و بلغارستان در غرب و ترکیه در جنوب. کل طول سواحل دریای سیاه ۴٬۳۴۰ کیلومتر است که شامل سواحل گرجستان ۳۱۰ کیلومتر، فدراسیون روسیه ۴۷۵ کیلومتر، اوکراین ۱٬۶۲۸ کیلومتر، رومانی ۲۲۵ کیلومتر، بلغارستان ۳۰۰ کیلومتر، و ترکیه ۱٬۴۰۰ کیلومتر است. بندرهای عمدهٔ دریای سیاه عبارت اند از اودسا، سواستوپول، کرچ، نیکالایف (در اوکراین)، نوروسیسک، توآپسه، سوچی (در روسیه)، باتومی، سوخومی، پوتی (در گرجستان)، ترابوزان، صامسون، سینوپ (در ترکیه)، کونستانزا (در رومانی)، بورگاس و وارنا (در بلغارستان).
شهرهای مهم واقع‌شده بر کرانه‌های این دریا عبارت‌اند از کنستانتا، مانگالیا، بورگاس، وارنا، اودسا، سواستوپول، یالتا، کرچ، نووروسیسک، سوچی، سوخومی، پوتی، باتومی، ترابزون، صامسون و زونگولداک.
اهمیت حمل و نقل دریای سیاه بسیار زیاد است. حدود ۲۵ درصد واردات و ۵۰ درصد صادرات شوروی سابق از طریق دریای سیاه انجام می‌شده‌است. دریای سیاه از طریق کانال ولگا-دن، به رودخانهٔ ولگا و دریای خزر متصل می‌شود. کالاهای متعددی چون غلات، نفت، زغال‌سنگ، نمک، فلزات، ماشین‌آلات و سایر کالاها در این دریا حمل و نقل می‌شود.

### کتابشناسی
- Schmitt, Rüdiger (1989). "BLACK SEA".  In Yarshater, Ehsan (ed.). Encyclopædia Iranica, Volume IV/3: Bibliographies II–Bolbol I. London: Routledge & Kegan Paul. pp. 310–313. ISBN 978-0-71009-126-0.